# Retouche
Pour les articles homonymes, voir retouche (homonymie).

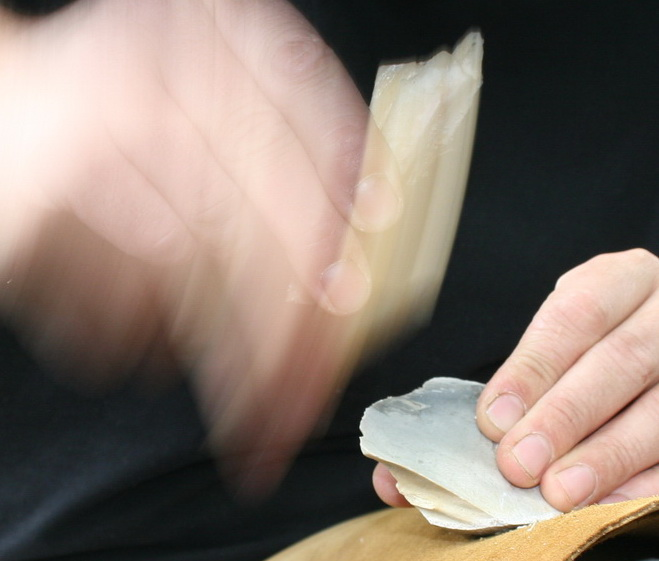
Retouche d'un éclat de silex à l'aide d'un retouchoir en os

Dans le cadre de l'étude des industries lithiques, préhistoriques ou non, le terme « retouche » désigne une opération de taille qui consiste à modifier un support (éclat, lame ou lamelle) par un enlèvement ou une série d'enlèvements spécifiques, sur un ou plusieurs de ses bords, de façon à obtenir un outil. 
Les éclats de retouche sont des sous-produits et l'outil retouché est l'objet recherché. 